# 陳閱川
陳閱川（英語：Alfred Chan Yuet-chuen），現任運輸及物流局局長政治助理，曾任高級議員助理。

## 簡歷
陳閱川曾任職立法會議員辦事處及高級議員助理，新民黨成員，持有香港大學哲學及藝術（一級榮譽）文學士學位。